# Viper (Schiff, 1900)
Die HMS Viper war ein Zerstörer der britischen Royal Navy und das erste Kriegsschiff mit Turbinenantrieb. Beschafft wurde sie als Versuchsboot für diesen neuen Schiffsantrieb. Sie galt 1900 als das schnellste Hochseefahrzeug weltweit. Nach weniger als einem Jahr Dienst ging die Viper am 3. August 1901 verloren, als sie bei Nebel nahe Alderney auf einen Felsen lief.

## Baugeschichte
Die 1898 bestellte 16. HMS Viper der Royal Navy war ein Einzelboot, um die Dampfturbine als möglichen Antrieb für schnellere Zerstörer zu testen.
Die britische Admiralität versuchte schon 1896 schnellere Zerstörer als die seit 1895 als Standard beschafften „thirty-Knotters“ zu entwickeln, die mit einer Höchstgeschwindigkeit von 30 Knoten (kn) von Booten in anderen Ländern übertroffen wurden. So bestellte sie mit der Albatross, Arab und Express bei verschiedenen Herstellern Boote, die mit herkömmlichen Dampfmaschinen diese Geschwindigkeit übertreffen sollten. Die überzeugende Vorstellung der von einer Dampfturbine angetriebenen Turbinia bei der Flottenparade 1897 führte schon am 4. März 1898 zur Bestellung eines turbinengetriebenen Zerstörers, der HMS Viper, bei der Marine Steam Turbine Company von Charles Parsons in Wallsend vor der Fertigstellung der genannten schnelleren Boote. Parsons vergab den Bau des Schiffsrumpfs an die Werft Hawthorn, Leslie & Co. in Hebburn, wo die Kiellegung der Viper noch vor Jahresende 1898 erfolgte. Hawthorn, Leslie hatte schon seit 1895 Zerstörer für die Royal Navy gebaut und zuletzt „30-knotter“ der sogenannten Mermaid-Klasse gebaut.
Die von Parsons gelieferten Turbinen der Viper trieben vier Wellen an, die jeweils zwei Schrauben hatten. Die äußeren Wellen wurden von den Hochdruckturbinen des jeweiligen Turbinensatzes angetrieben, während die Niederdruckturbinen auf die inneren Wellen wirkten. Auf die inneren Wellen konnten allerdings auch spezielle Turbinen für die Rückwärtsfahrt geschaltet werden; spezielle Turbinen für die Marschfahrt gab es nicht. Vier Yarrow-Kessel versorgten die Turbinen mit Dampf. Der Abdampf erfolgte über drei Schornsteine. Die im Auftrag vereinbarte Höchstgeschwindigkeit betrug 31 kn, obwohl Parsons mindestens 34 kn für möglich hielt.
Bewaffnet wurde die Viper mit einem einzelnen 76 mm/L40-12pdr-12 cwt-Geschütz auf einer Plattform über dem Kommandostand des Bootes. In der Praxis wurde die Geschützplattform auch als Kommandobrücke des Bootes genutzt. Daneben gab es noch fünf 57 mm/L40-6pdr-Kanonen und zwei einzelne 45 cm-Torpedorohre, die damalige Standardbewaffnung der Zerstörer der Royal Navy.
Die Viper lief am 6. September 1899 vom Stapel. Bei ihrer Abnahme erreichte sie die vereinbarten Geschwindigkeiten. Bei einem Test ihres Treibstoffverbrauchs am 16. August 1900 erreichte sie 31,017 kn über einen längeren Zeitraum und ein Hochgeschwindigkeitstest am 31. August 1900 über eine Meile ergab 33,57 kn, womit sie der schnellste Zerstörer weltweit war. Berichte weisen darauf hin, dass die Viper vermutlich noch höhere Geschwindigkeiten bei Tests erreichen konnte, wie 35,5 kn oder sogar 36,858 kn.
Das Boot erreichte sehr hohe Geschwindigkeiten bei Versuchsfahrten mit geringer Vibration, aber der Treibstoffverbrauch war sehr hoch. Die Turbinen waren für hohe Geschwindigkeiten optimiert und sehr ineffizient bei geringeren Geschwindigkeiten. Für Einsätze mit der Flotte war die Viper von geringem Wert. Von ihrer Basis in Portland konnte sie Alderney erreichen und dort Überwachungsfahrten durchführen, um einen derartigen Einsatz nach 24 Stunden abzubrechen, um neuen Treibstoff in der Basis zu übernehmen.

## Der Verlust derViper
Am 3. August 1901 lief die Viper von Portland zu einer Suchfahrt im Rahmen der jährlichen Flottenübung aus. Gegen Mittag traf sie bei den Casquets 13 Kilometer westlich von Alderney ein, dem ihr zugewiesenen Aufklärungsbereich. Die Sicht war meist gut, auch wenn es kleinere Nebelbänke gab. Die Viper entdeckte das den Feind darstellende Schiff. Am Abend lief das Schiff im Nebel auf eine zu spät erkannte Felsspitze unter Wasser auf.
Der Zerstörer kam noch einmal frei, um jedoch sofort wieder am Renonquet-Riff 49° 44′ N, 2° 16′ W aufzulaufen. Der kommandierende Offizier und der Navigator hatten im Nebel ihre gelaufenen Kurse nicht sorgfältig nachgehalten. Die Besatzung konnte von einem Lotsenboot gerettet werden. Die Royal Navy sprengte das nicht abbringbare Wrack, um die Details der Konstruktion fremden Mächten nicht zugänglich zu machen.

## Weitere frühe Turbinen-Zerstörer der Royal Navy
| Name                | Stapellauf       | in Dienst     | Bauwerft              | Dienstende                               |
| ------------------- | ---------------- | ------------- | --------------------- | ---------------------------------------- |
| HMS Cobra           | 28. Juni 1899    | (8. Mai 1900) | Armstrong-Whitworth   | 19. September 1901 zerbrochen bei Cromer |
| HMS Velox ex Python | 11. Februar 1902 | . Juni 1902   | Hawthorn, Leslie & Co | 25. Oktober 1915 durch Minentreffer      |
| HMS Eden            | 13. März 1903    | . Juni 1904   | Hawthorn, Leslie & Co | 18. Juni 1916 durch Kollision            |
| HMS Albacore        | 9. Juni 1906     | 3. Mai 1909   | Palmers               | 1. August 1919 Abbruch                   |
| HMS Bonetta         | 14. Januar 1907  | 3. Mai 1909   | Palmers               | 7. Juni 1920 Abbruch                     |
| HMS Stour           | 3. Juni 1905     | Dezember 1909 | Cammell Laird         | 30. August 1919 Abbruch                  |
| HMS Test            | 6. Mai 1905      | Dezember 1909 | Cammell Laird         | 30. August 1919 Abbruch                  |

Der Verlust des erst im Mai 1900 angekauften Vergleichszerstörer HMS Cobra am 18. September 1901 vor seiner endgültigen Indienststellung führten zum Ankauf der von Hawthorn, Leslie & Co auf eigene Rechnung begonnenen Python, die als HMS Velox 1902 in Dienst kam und auch lange der einzige Turbinenzerstörer der Navy war. Sie verfügte anfangs über Expansionsmaschinen für die Marschfahrt, später über Marschturbinen. Beide Installationen bewährten sich nicht.

Bei der Auftragsvergabe für die ab 1902 beschafften Zerstörer der River-Klasse wurde mit der HMS Eden auch ein Boot mit Turbinenantrieb bestellt. Erst mit den folgenden Küsten-Zerstörern der Cricket-Klasse und den großen Zerstörern der Tribal-Klasse wurde die Dampfturbine 1906/1907 Standardantrieb der Torpedoträger der Royal Navy.

Die Werften Cammell Laird und Palmers hatten zuvor schon auf eigene Rechnung turbinengetriebene Boote aus der River-Klasse abgewandelt, die von der Royal Navy 1909 angekauft wurden. Von diesen wurden allerdings die Palmer-Boote am 30. August 1912 in die B-Klasse eingeordnet.